# 畠山秀樹 (経済学者)
畠山 秀樹（はたけやま ひでき、1947年(昭和22年) - ）は、日本の経済学者、追手門学院大学名誉教授。近代日本経済史、企業研究。

## 略歴
1971年大阪大学経済学部卒、79年同大学院博士課程満期退学。1989年「住友財閥成立史の研究」で阪大経済学博士。1988年追手門学院大学経済学部助教授、1990年教授、1995年経営学部教授、2006年経済学部教授。2018年定年、名誉教授となる。

## 著書
- 『住友財閥成立史の研究』同文館出版、1988
- 『近代日本の巨大鉱業経営 三菱財閥の事例研究』多賀出版、2000
- 『三菱合資会社の東アジア海外支店 漢口・上海・香港』追手門学院大学出版会 2014

### 共編
- 『新しい大阪の歴史像を求めて』宇田正共編、嵯峨野書院、1999
- 『歴史都市圏大阪への新接近』宇田正共編著、嵯峨野書院、2001
- 『日本鉄道史像の多面的考察』宇田正共編著、日本経済評論社、2013

## 参考
- 追手門学院大学